# Ziwiye
Ziwiye é um sítio arqueológico localizado no Curdistão, actual Irão, mais precisamente no Curdistão Setentrional, onde foi encontrado um importante tesouro que compreende objectos de ouro e de marfim produzidos no século VIII a.C. e no século VII a.C.

## Proveniência

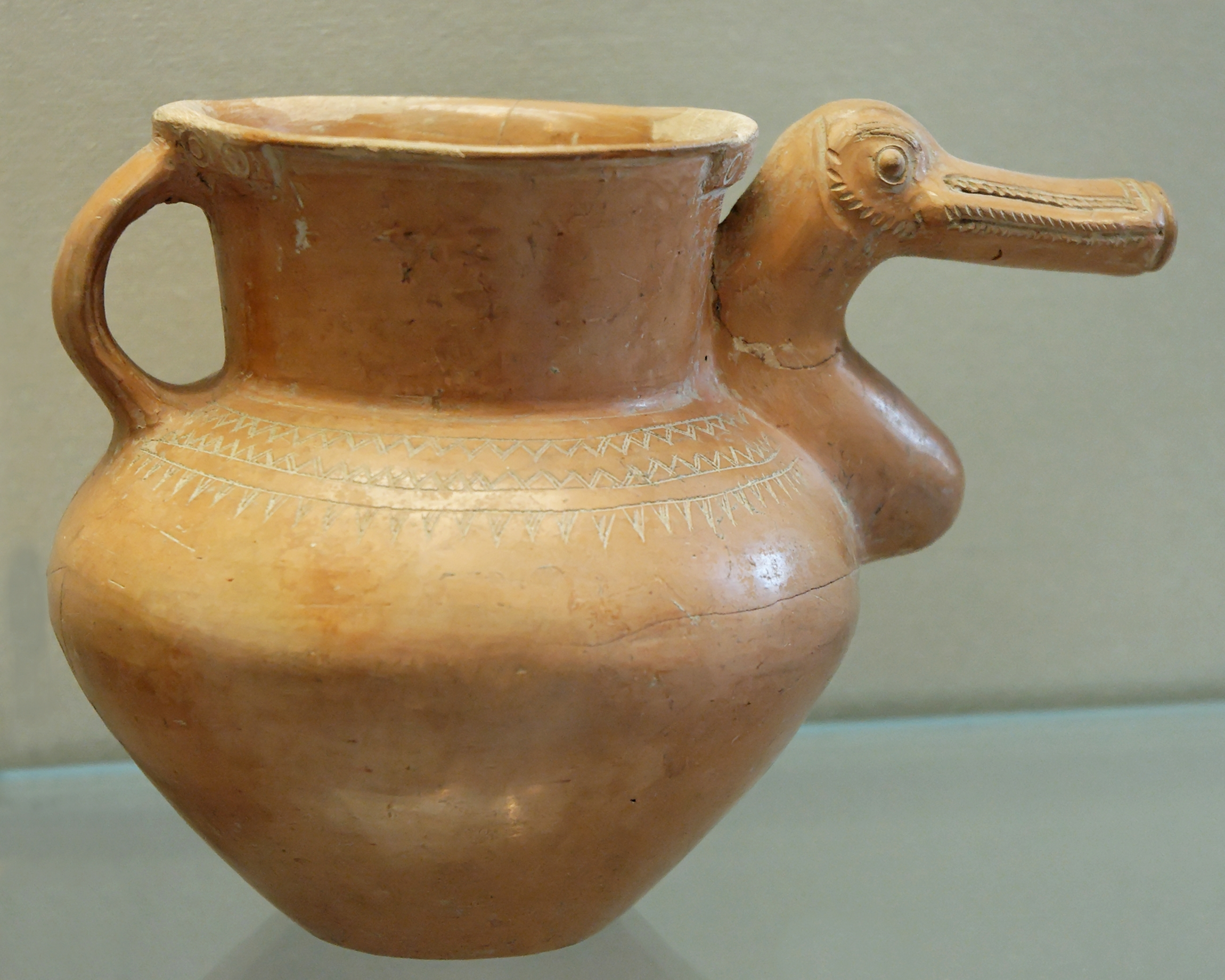
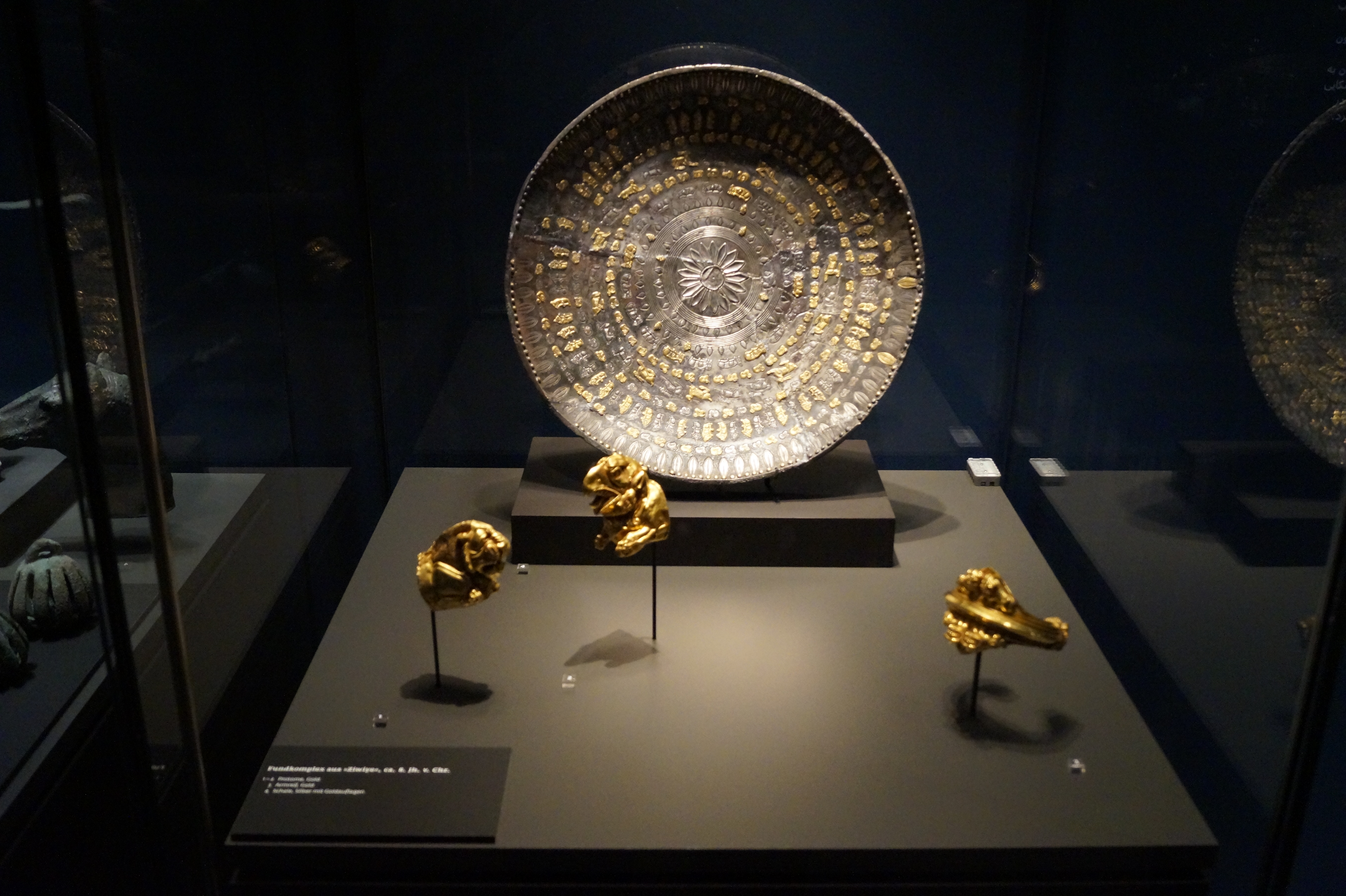
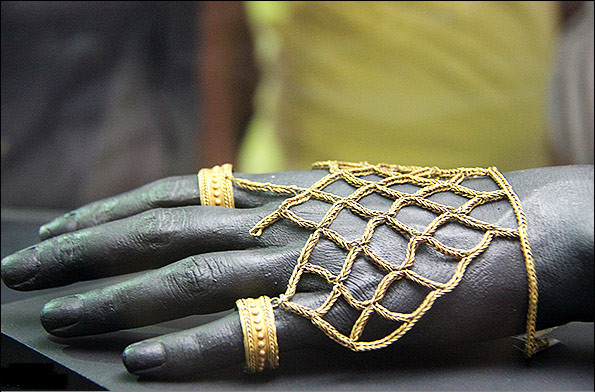
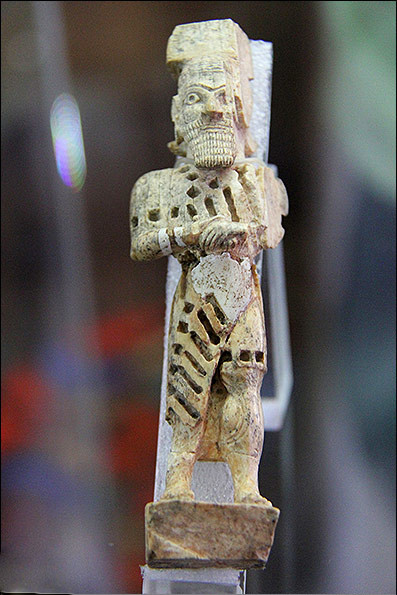

Objetos do tesouro fornecem uma ligação entre as culturas do planalto iraniano e as formas de arte nômades ou citas conhecidas como o "estilo animal". "Os motivos citas adotados por Urartu explicam a decoração do grande Tesouro de Saqqez trazido à luz na margem sul do Lago Urmia", foi a avaliação de Leonard Woolley.

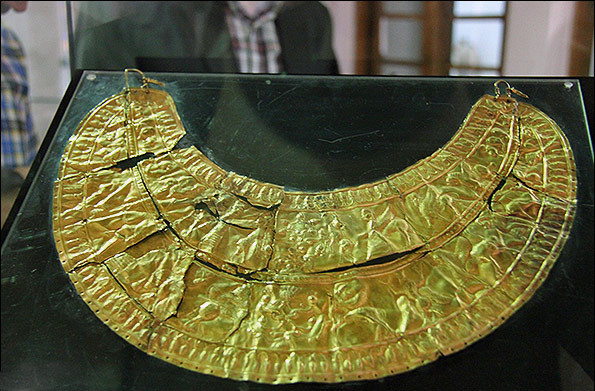
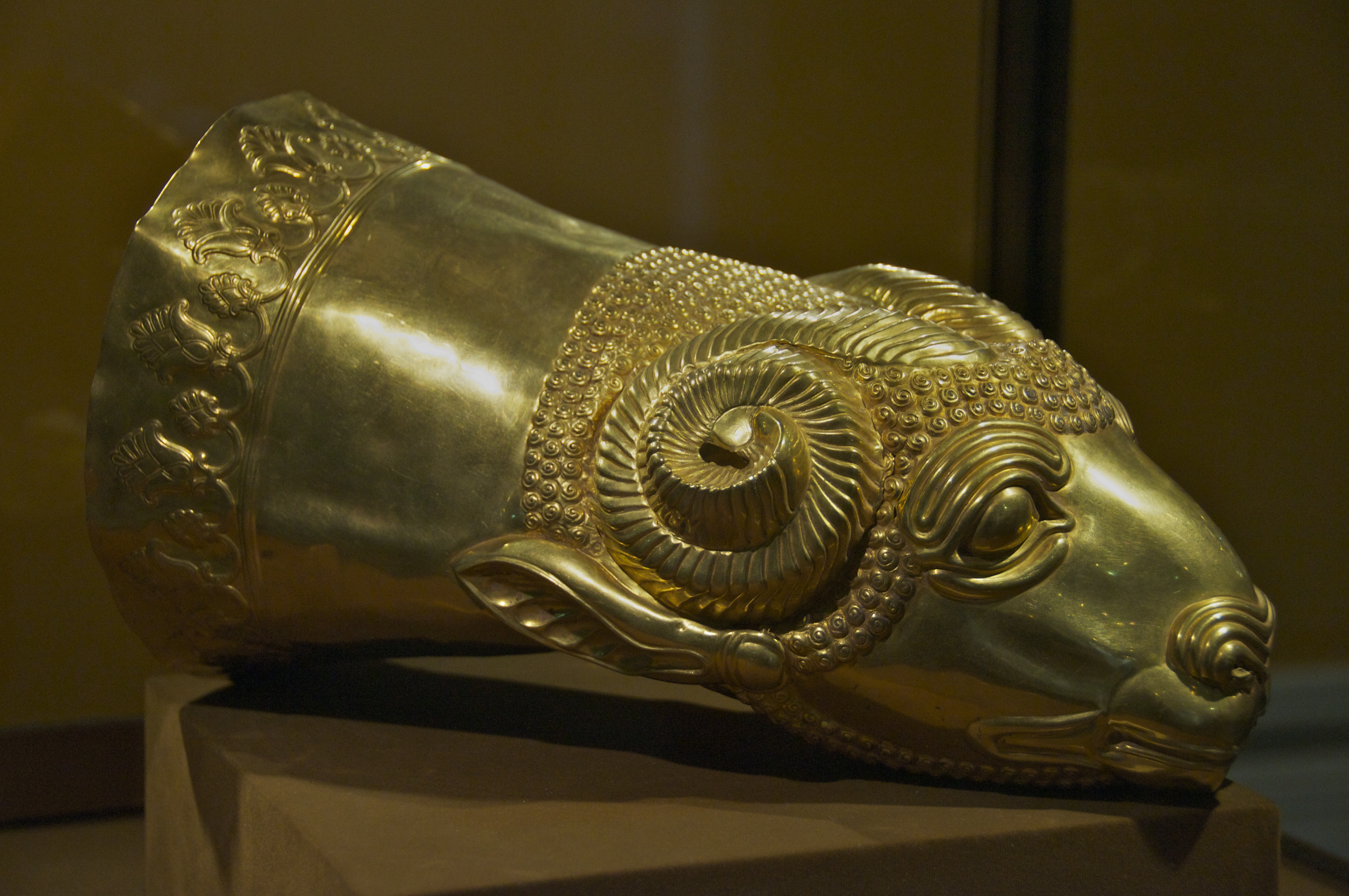
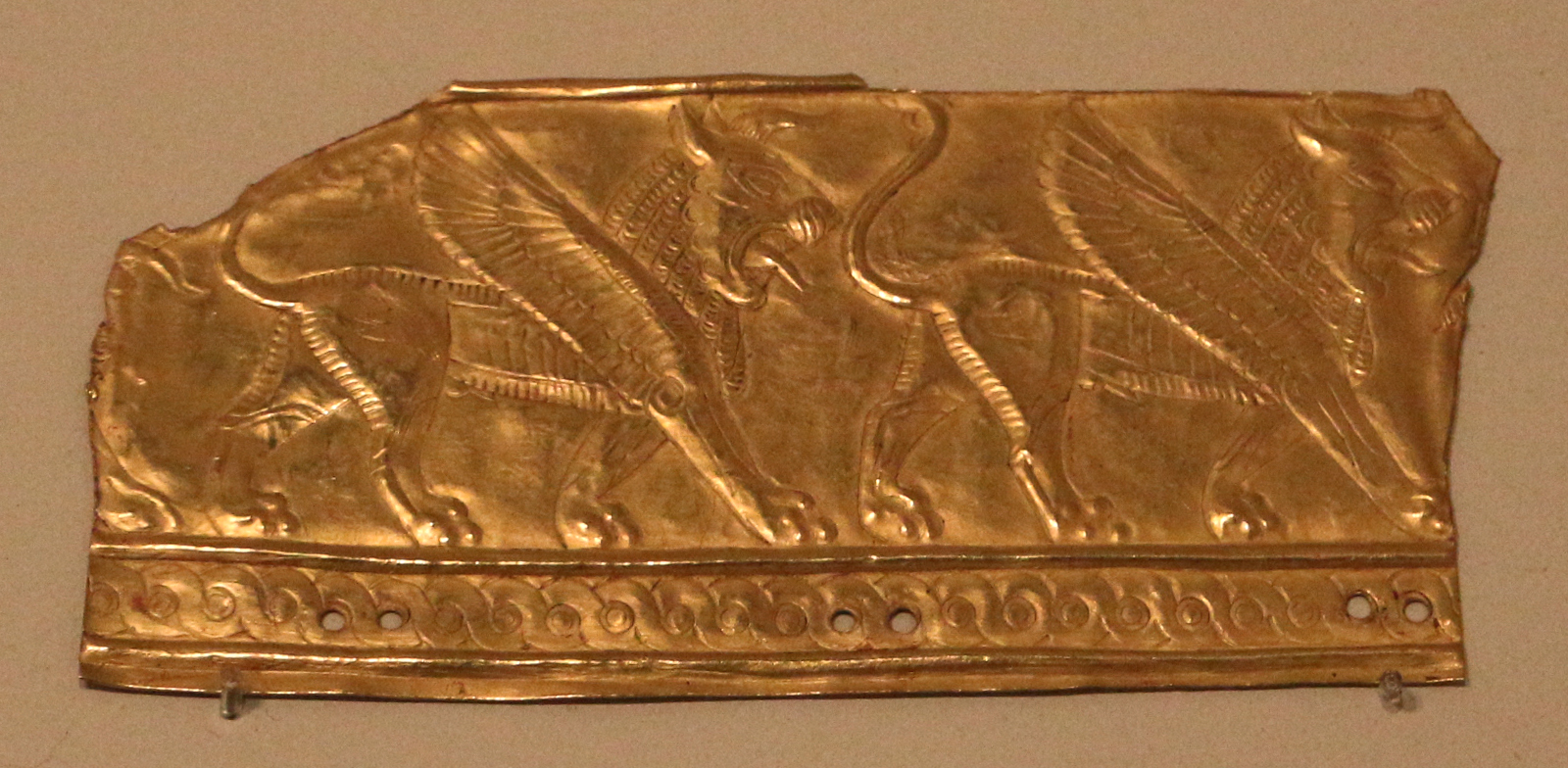
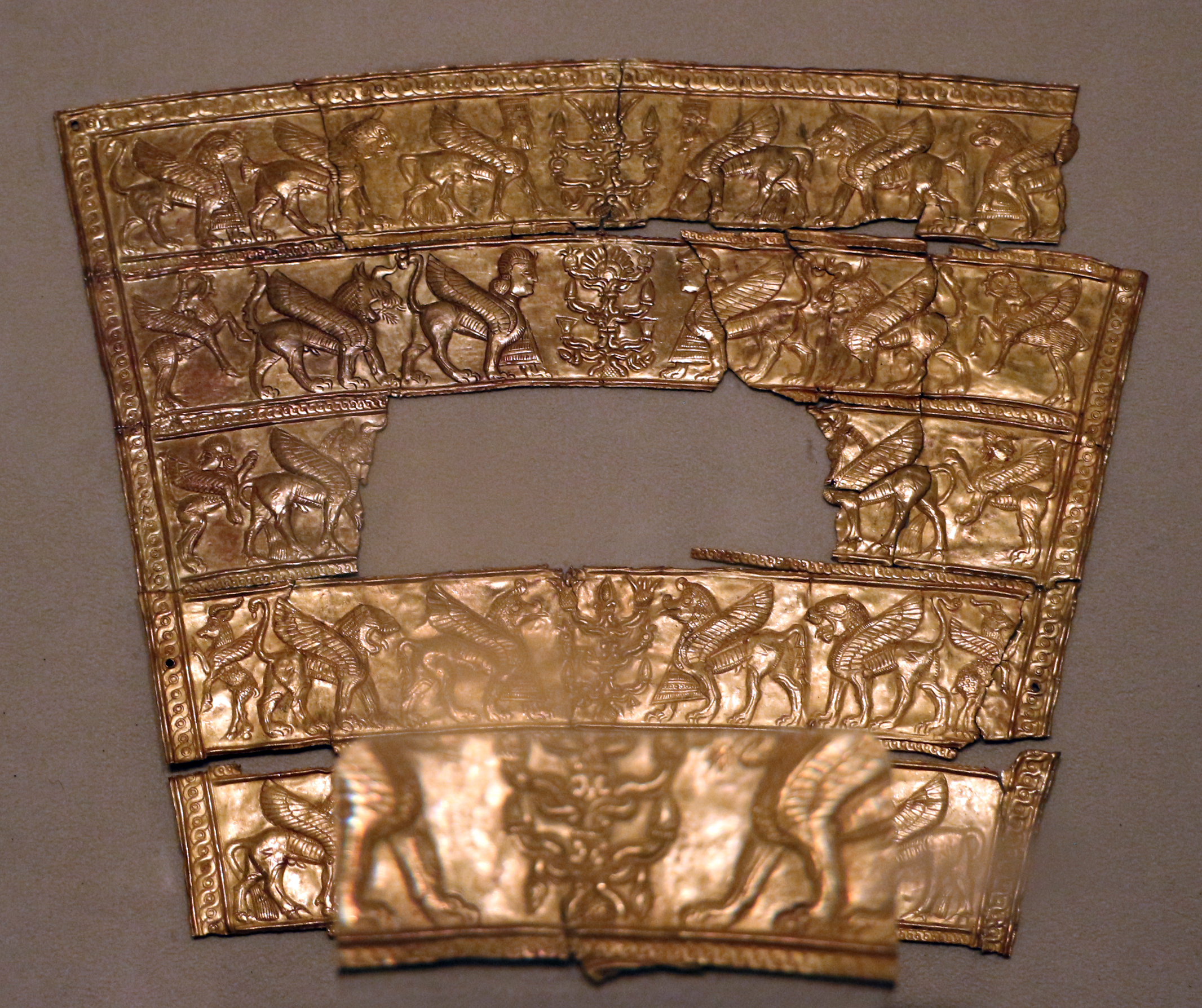
.